# Abu al-Ila Muhammad
Abu al-Ila Muhammad (en arabe : أبو العلا محمد) est un chanteur égyptien. Il est né vers 1872 à Bani Ady, village dans la région égyptienne d'Assiout, et mort en 1927.

## Biographie
Il est possible qu'il ait étudié à al-Azhar, sans toutefois faire des études approfondies en langue arabe. Il a sans doute commencé une carrière de munshid et de récitant du Coran, ce qui lui a permis d'acquérir le titre de « cheikh ». Après le répertoire religieux, il se tourne vers la musique profane : poèmes classiques ou pièces savantes modernes (dôr). Il était accompagné par un ensemble musical (ou takht (en)) qui comprenait les meilleurs musiciens de son temps. Son esthétique musicale s'inspire de celle de Abdu al-Hamuli (en). Alcoolique et diabétique, physiquement diminué après le milieu des années 1920, il meurt en 1927.
Abu al-Ila Muhammad a découvert et formé la chanteuse Oum Kalsoum. Fathiyya Ahmad (ar) a aussi été son élève.

## Musique
Abu al-Ila Muhammad a interprété toutes les formes de la musique savante, ou la musique légère taqtūqa, mais il est remarquable surtout dans le qasida, poème classique mis en musique.
Ses premiers enregistrements, pour Gramophone, datent de janvier 1912. Il a ensuite enregistré chez Méchian, Baidaphon et Polyphon.

## Discographie
- Les archives de la musique arabe : Abu al-Ila Muhammad, Club du disque arabe, 1995 (texte de présentation : Frédéric Lagrange [PDF] [lire en ligne]